# ジョヴァンニ・パオロ・チーマ
ジョヴァンニ・パオロ・チーマ（Giovanni Paolo Cima, 1570年頃 - 1622年ミラノ）はイタリアルネサンス末期から初期バロックにかけての作曲家、オルガン奏者。ミラノで活動した。

## 生涯
チーマは、生前自らの名声を追い求める事が少なく、その生涯について詳しい事はわかっていない。1570年頃ミラノに生まれ、1595年にはミラノの聖チェルソ教会付属聖マリア教会Chiesa di Santa Maria presso San Celso のオルガニストになり、生涯を閉じるまでこの地位にとどまった。また、1607年から1611年までと1614年以降は同教会の聖歌隊指揮者も務めている。ペストが流行した1630年にミラノで死去した。

## 作品
チーマの作品は1599年から1622年に出版された楽譜から知る事ができるが、その量は多くはない。1599年のモテット集 Il primo libro delli motetti や1610年の教会音楽集 Concerti ecclesiastici に含まれる宗教音楽の作風は概して保守的（ルネサンス的）である。1610年の曲集にはソロ歌手と通奏低音のためのモテットが含まれているが、同時代のモノディ様式とは異なり、対位法的な書法で書かれている。
1606年の鍵盤楽器用の曲集 Partito de Ricercari, & canzoni alla francese では、対位法的なリチェルカーレと、よりモノフォニックで快活なリズムを持つフランス風カンツォン canzon alla francese が含まれているが、他に、移調に関する手引きが含まれている事が注目に値する。Breue regola con 12 essempi （12の例による簡単な移調手引き）では、ドリア旋法による短い作品に続けて、これを半音ずつ上に移調して鍵盤上全てのキーから始まる調に移調した譜面を含めている。それぞれの移調を行ったときに、クラヴィコードの調律をどのように直せばよいか、すなわち、ヴォルフを回避するために施すべき調律の修正法を示している事から、この手引きではオルガンやクラヴィコードを平均律やそれに近い音律で調律する事を念頭には置いていない。また、この 12 essempi の冒頭の説明文では「ツァルリーノが『和声論 Institioni harmoniche』の第4巻第17章で述べているように」、「歌手との合奏で便宜を図るためにオルガニストが移調の技術を習得している事は大切だ」と述べている事から、演奏の実践においてしばしば移調演奏が行われていた事が窺える点も興味深い。
今日チーマを最もよく知らしめているのは1610年の曲集に含まれているヴァイオリンやコルネットのためのソナタである。これらの技巧的な器楽作品は彼の残した作品の中で最も先進的なものであったと言える。